# سیواس
سیواس (لاتین و یونانی: Sebastia, Sebastea, Sebasteia, Sebaste, Σεβάστεια, Σεβαστή, ارمنی: Սեբաստիա, کردی: Sêwas)، یکی از شهرهای مهم ترکیه و مرکز استان سیواس آن کشور است.
این شهر در قدیم و در زبان‌های یونانی و لاتین سباستئا نام داشت.
سلطان علاءالدین کیقباد شهر سیواس را در ساحل قزل ایرماق تجدید بنا کرد و ساختمان‌های جدید آن‌را از سنگ تراشیده ساخت. حمدالله مستوفی گوید که هوایش سرد است و حاصلش غله، میوه و پنبه باشد. ابن بطوطه آن‌را بزرگ‌ترین شهر سلطان عراق می‌داند و گوید منزل امراء و عمال سلطان در آنجاست، شهری است با عمارات نیکو، کوچه‌های گشاد، بازارهای پرجمعیت و خانه‌ای در آنجاست مانند مدرسه موسوم به دارالسیاده.